# Broyes (Oise)
Broyes település Franciaországban, Oise megyében. Lakosainak száma 143 fő (2022. január 1.). Broyes Plainville, Sérévillers, Welles-Pérennes, Le Cardonnois, Fontaine-sous-Montdidier és Villers-Tournelle községekkel határos.

## Népesség
A település népességének változása:
| Lakosok száma | 174  | 181  | 187  | 172  | 162  | 153  | 148  | 148  | 143  |
|               | 2013 | 2015 | 2016 | 2017 | 2018 | 2019 | 2020 | 2021 | 2022 |